# Гонсалес Гонсалес, Анхель
А́нхель Арье́ль Гонса́лес Гонса́лес (исп. Ángel Ariel González González; род. 4 февраля 2003, Асунсьон) — парагвайский футболист, вратарь клуба «Либертад».

## Клубная карьера
Гонсалес — воспитанник клуба «Либертад». 24 февраля 2021 года в матче против столичной «Гвайреньи» он дебютировал в парагвайской Примере. Летом 2021 года Анхель на правах аренды перешёл в состав дублёров португальского «Порту». 

## Международная карьера
В 2019 году в составе юношеской сборной Парагвая Гонсалес принял участие в юношеском чемпионате мира в Бразилии. На турнире он сыграл в матчах против команд Мексики, Соломоновых Островов, Италии, Аргентины и Нидерландов.
В 2023 году в составе молодёжной сборной Парагвая Гонсалес принял участие в молодёжном чемпионате Южной Америки в Колумбии. На турнире он сыграл в матчах против сборных Аргентины, Перу, Венесуэлы, Уругвая, Бразилии, а также дважды Колумбии.  